# يان ريتشي
يان ريتشي (بالإنجليزية: Ian Ritchie)‏ هو مهندس معماري بريطاني، ولد في 24 يونيو 1947 في ساسكس في المملكة المتحدة.

## وصلات خارجية
- الموقع الرسمي